# Purwosari (Merapi Barat)
Purwosari is een bestuurslaag in het regentschap Lahat van de provincie Zuid-Sumatra, Indonesië. Purwosari telt 767 inwoners (volkstelling 2010).